# Lake Elmer
Der Lake Elmer ist ein Gebirgssee im Buller District der Region West Coast auf der Südinsel von Neuseeland.

## Namensherkunft
Der See wurde von F. T. McNabb, der in Karamea lebte, nach seinem Sohn benannt.

## Geographie
Der Lake Elmer befindet sich im südlichen Teil der Domett Range, rund 15 km östlich der Westküste und rund 18 km nordöstlich des kleinen Ortes Karamea, der an der Westküste liegt. Der 1645 m hohe Mount Domett, in dessen westlicher Windschatten der See liegt, erhebt sich mit seinem Gipfel rund 2 km östlich. Mit einer Flächenausdehnung von 15,8 Hektar erstreckt sich der auf einer Höhe von 602 m liegende See über eine Länge von rund 970 m in Südsüdwest-Nordnordost-Richtung und misst an seiner breitesten Stelle rund 275 m in Westnordwest-Ostsüdost-Richtung. Die Uferlinie des Sees bemisst sich auf rund 2,52 km.
Gespeist wird der Lake Elmer durch einige Gebirgsbäche und durch den Nordnordosten zulaufenden Ugly River, der den See auch an seinem südlichen Ende nach Süden hin entwässert. Der Ugly River mündet später als rechter Nebenfluss in den Karamea River.